# Antoine Désiré Mégret

Statue des Stadtgründers Antoine Désiré Mégret in Abbeville

Antoine Désiré Mégret (* 23. Mai 1797 in Abbeville, Frankreich; † 5. Dezember 1853) war ein französischer katholischer Geistlicher. Er ist der Gründer der Stadt Abbeville (Louisiana).

## Leben
Mégret wurde in Frankreich geboren und kam 1842 nach Louisiana. Er wurde als Pfarrer in die Kirchengemeinde St. Jean du Vermilion nach Vermilionville (heute Lafayette) entsandt. Am 25. Juli 1843 erwarb er für die Summe von 900 Dollar von Joseph LeBlanc fünf Kilometer nördlich der Perry’s Bridge am Vermilion River ein 160 Arpent großes Stück Land.
Im Haus des Vorbesitzers richtete er eine kleine Kapelle ein, den ersten Vorgänger der St. Mary Magdalen Church, die 1844 geweiht wurde. Land, das nicht für die Errichtung des Pfarrhauses und die Anlage eines Friedhofs sowie für öffentliche Plätze vorgesehen war, wurde in Parzellen verkauft. Am 12. Februar 1844 gab er der um die Kapelle herum entstandenen Siedlung in Erinnerung an seine Geburtsstadt den Namen Abbeville. Pater Mégret entwickelte seine Stadt nach dem Vorbild eines französischen Dorfes um zwei zentrale Plätze herum. Er stellte Land und ein Gebäude für die Verwaltung zur Verfügung und beeinflusste damit, dass Abbeville 1854 dauerhaft Sitz des Vermilion Parish wurde.
1853 grassierte in Abbeville das Gelbfieber. Die Epidemie forderte insgesamt 73 Menschenleben. Letztes Opfer war Pater Mégret, der den Kranken geistlich beigestanden war. Seine letzte Ruhestätte befindet sich in der St. John’s Cathedral in Lafayette.

## Quelle
- Hinweistafel an der Statue für Pater Mégret in Abbeville

| Personendaten    | Personendaten                          |
| ---------------- | -------------------------------------- |
| NAME             | Mégret, Antoine Désiré                 |
| KURZBESCHREIBUNG | französischer katholischer Geistlicher |
| GEBURTSDATUM     | 23. Mai 1797                           |
| GEBURTSORT       | Abbeville, Frankreich                  |
| STERBEDATUM      | 5. Dezember 1853                       |